# Corno do Bico
El Cuerno de Pico es un paisaje protegido de elevado valor ecológico situado en el municipio de Paredes de Coura.
En su extensa y bien conservada cubierta forestal destacan los carvallos, y en cuanto a la  la fauna, pueden ser observadas especies como el lobo y el desmán de los Pirineos, con estatuto de protección, la nutria, el tritón palmeado, la jineta, el corzo y el jabalí

## Flora
La especie dominante es el roble carballo o alvarinho (Quercus robur). Otras especies que se pueden encontrar son el abeto bravo (Pinus pinaster), castaño (Castanea sativa), eucalipto (Eucalyptus globulus), peral silvestre (Pyrus bourgueana), bétula (Betula pendula), brezo blanco (Erica arborea) y el acebo (Ilex aquifolium).

## Fauna
Es posible encontrar en el área el carbonero común (Parus major), el jabalí (Sus scrofa) y la ardilla roja (Sciurus vulgaris). 